# Грейп-Крік (Техас)
Грейп-Крік (англ. Grape Creek) — переписна місцевість (CDP) в США, в окрузі Том-Грін штату Техас. Населення — 3594 особи (2020).

## Географія
Грейп-Крік розташований за координатами 31°34′54″ пн. ш. 100°32′51″ зх. д. / 31.58167° пн. ш. 100.54750° зх. д. (31.581676, -100.547370).  За даними Бюро перепису населення США в 2010 році переписна місцевість мала площу 40,55 км², уся площа — суходіл.

## Демографія
Згідно з переписом 2010 року, у переписній місцевості мешкали 3154 особи в 1146 домогосподарствах у складі 858 родин. Густота населення становила 78 осіб/км².  Було 1322 помешкання (33/км²).
Расовий склад населення:
| - 86,0 % — білих - 0,5 % — корінних американців - 0,5 % — азіатів - 0,4 % — чорних або афроамериканців - 8,6 % — осіб інших рас |

До двох чи більше рас належало 4,0 %. Частка іспаномовних становила 22,4 % від усіх жителів.
За віковим діапазоном населення розподілялося таким чином: 25,6 % — особи молодші 18 років, 60,1 % — особи у віці 18—64 років, 14,3 % — особи у віці 65 років та старші. Медіана віку мешканця становила 39,5 року. На 100 осіб жіночої статі у переписній місцевості припадало 100,0 чоловіків;  на 100 жінок у віці від 18 років та старших — 98,5 чоловіків також старших 18 років.
Середній дохід на одне домашнє господарство  становив 53 963 долари США (медіана — 41 572), а середній дохід на одну сім'ю — 59 208 доларів (медіана — 47 277). За межею бідності перебувало 11,4 % осіб, у тому числі 18,0 % дітей у віці до 18 років та 3,1 % осіб у віці 65 років та старших.
Цивільне працевлаштоване населення становило 1278 осіб. Основні галузі зайнятості: освіта, охорона здоров'я та соціальна допомога — 32,8 %, роздрібна торгівля — 12,5 %, сільське господарство, лісництво, риболовля — 11,7 %.